# Ibrahim Krehić
Ibrahim Krehić (10 agosto 1945) è un allenatore di pallacanestro bosniaco.

## Carriera
È stato il commissario tecnico della Nazionale bosniaca agli Europei di Germania 1993.